# Séparateur spirale
 (décembre 2023).
Si vous disposez d'ouvrages ou d'articles de référence ou si vous connaissez des sites web de qualité traitant du thème abordé ici, merci de compléter l'article en donnant les références utiles à sa vérifiabilité et en les liant à la section « Notes et références ».
Un séparateur spirale est un procédé mécanique de tri, notamment des grains de blé, qui combine l'effet de la force centrifuge et de la gravité au long d'une vis sans fin,.

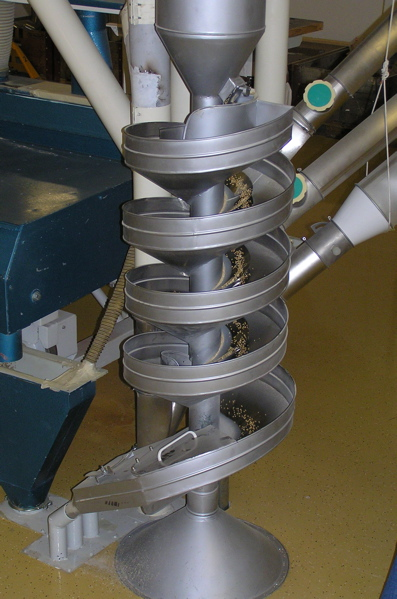
Séparateur spirale.

## Fonctionnement
Les éléments à séparer se répartissent sur des goulottes en spirale sous l'effet de la force centrifuge, qui s'exerce différemment selon la taille et la forme. Les plus ronds et les plus gros sont repoussés vers l'extérieur, tandis que les plus petits s'accumulent au centre de la spirale. Ils sont ainsi les premiers à sortir en bas de la vis, et il est possible de récupérer un gradient continu des éléments du plus petit au plus gros.